# Laguna San Joaquín
A  Laguna San Joaquín  é um lago localizado na Guatemala. Localiza-se no departamento de El Petén, Município de La Libertad.